# Албрехт фон Абенсберг
Албрехт фон Абенсберг (на немски: Albrecht von Abensberg; † сл. 1407) е благородник от баварската графска фамилия Абенсберги, господар на Абенсберг в Бавария.

## Произход
Той е син на Улрих III фон Абенсберг († 1367) и първата му съпруга Елизабет фон Гунделфинген († 1342), дъщеря на рицар Свигер X фон Гунделфинген († 1384) и първата му съпруга Салмей († 1346/1356). Баща му се жени втори път за Гертруд († 1342). Роднина е на Конрад I фон Абенберг, архиепископ на Залцбург (1106 – 1147).
Той има петима братя: Теодерих фон Абенсберг († 1383), княжески епископ на Регенсбург (1381 – 1383), Йохан II († 1397), женен за Агнес фон Лихтенщайн-Мурау († 1397), Улрих IV фон Абенсберг († 1374/1375), женен 24 април 1372 г. за Катарина фон Лихтенщайн-Мурау († сл. 1375), Вернхард фон Абенсберг († сл. 1374), Вилхелм I фон Абенсберг († сл. 1376). Сестра му Барбара фон Абенсберг е омъжена за Хайнрих II фон Розенберг († 1346).
Албрехт фон Абенсберг е погребан сл. 1407 г. в „Св. Емеран“, Регенсбург.

## Фамилия
Първи брак: с Петронила фон Хайдау († 1396). Те имат един син:
- Вилхелм II фон Абенсберг († март 1420/2 януари 1423)

Втори брак: пр. 18 октомври 1398 г. с Маргарета фон Хоенцолерн († сл. 1 декември 1433), вдовица на Гебхард I фон Рехберг († 1395/1397), дъщеря на граф Фридрих фон Хоенцолерн-Страсбург († 1365) и графиня Маргарета фон Хоенберг-Вилдберг. Бракът е бездетен.
Вдовицата му Маргарета фон Хоенцолерн се омъжва трети път сл. 13 май 1424 г. за Вилхелм фон Пуехберг († 1426).